# Sun Quan
Sun Quan (kinesiska: 孫權), född 5 juli 182, död 21 maj 252, son till Sun Jian, var en kinesisk härskare som styrde kungadömet Wu från 229 till 252. Han var gift med Pan Shu.
Sun Quan föddes 182 då hans far Sun Jian fortfarande var general för Handynastin. 